# سارة كارنسون
سارة كارنسون (بالإنجليزية: Sarah Carneson)‏ (من مواليد 17 يونيو 1916 - والمُتوفاة في 30 أكتوبر 2015) هي منظّمة عمالية في جنوب إفريقيا وناشطة ضد الفصل العنصري.

## حياتها المُبكرة
وُلدت سارة كارنسون في عام 1916 في جوهانسبرغ للمهاجرين اليهود من أوروبا الشرقية زيليك روبن (الذي كان يعمل خياطًا آنذاك) وآنا روبن. كان والداها من بين مؤسسي الحزب الشيوعي في جنوب أفريقيا، وانضمت الصغيرة روبن إلى رابطة الشباب الشيوعي في سن المراهقة.

## حياتها المهنية
عملت سارة روبن في مكاتب الحزب الشيوعي في جوهانسبرج كإمرأة شابة، وكانت عضوًا في الرابطة ضد الفاشية والحرب. درّست روبن فصول محو الأمية للعمال، وعملت في مكتبة الحزب، في جوهانسبرغ. ومن 1936 إلى 1940، أصبحت روبن مسؤؤولة عن تنظيم العمل مع عمال التبغ وعمال السكر في ديربان. وفي عام 1945، أصبحت روبن السكرتيرة العامة لاتحاد سكك حديد جنوب أفريقيا واتحاد الموانئ، ومقره في كيب تاون.
تم حظر سارة وزوجها من التجمعات العامة بموجب قانون قمع الشيوعية لعام 1950. وأدت مشاركتها المستمرة مع الحزب الشيوعي إلى اعتقال فريد كارسنسون ومحاكمته في عام 1956. كما اعتُقلت سارة كارسنسون في عام 1960، وأُطلق سراحها المشروط لتبقى تحت الإشراف في كيب تاون. تم سجن فريد في عام 1965، وغادرت سارة جنوب أفريقيا إلى إنجلترا في عام 1968. وفي إنجلترا، واصلت كارنسون العمل في النقابات، وفي جريدة مورنينج ستار. تم لم شمل عائلة كارنسون في عام 1972، في المنفى في لندن. عاد الزوجان إلى جنوب أفريقيا في عام 1991.

## حياتها الشخصية
تزوجت سارة روبن من فريد كارنسون في عام 1943، بينما كان لا يزال في الخدمة الفعلية في الحرب العالمية الثانية. أنجب الزوجان ثلاثة أطفال: لين وجون وروث. أصبحت سارة أرملة عندما توفي فريد كارسنون في عام 2000. وتُوفيت في عام 2015، عن عمرٍ يناهز 99 سنة، في كويزينبرج، بكيب تاون. عُقد «حدث تذكاري وطني» في كيب تاون، وحضره قادة الحزب الشيوعي في جنوب أفريقيا، والمؤتمر الوطني الأفريقي.
نشرت ابنتهما لين سيرة ذاتية لعائلة كارنسون: الأحمر في قوس قزح: حياة وأوقات فريد وسارة كانسون (2011). كان هناك معرض ذو صلة حول عائلة كارنسون، بعنوان أيضًا «الأحمر في قوس قزح»، في متحف سلاف لودج Slave Lodge في عام 2015.